# The Dangerous Paradise

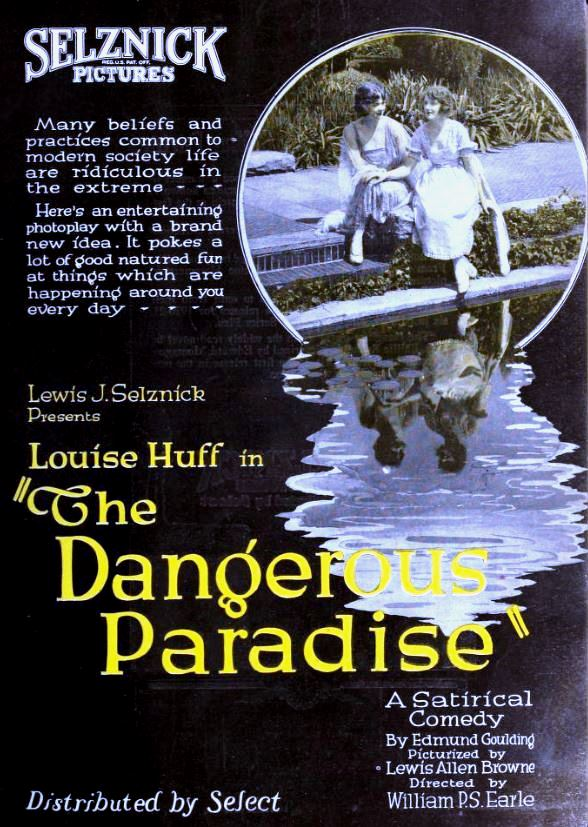
Annonce du film dans Exhibitors Herald.

Pour les articles homonymes, voir Dangerous Paradise.
The Dangerous Paradise est un film américain réalisé par William P. S. Earle et sorti en 1920.

## Synopsis

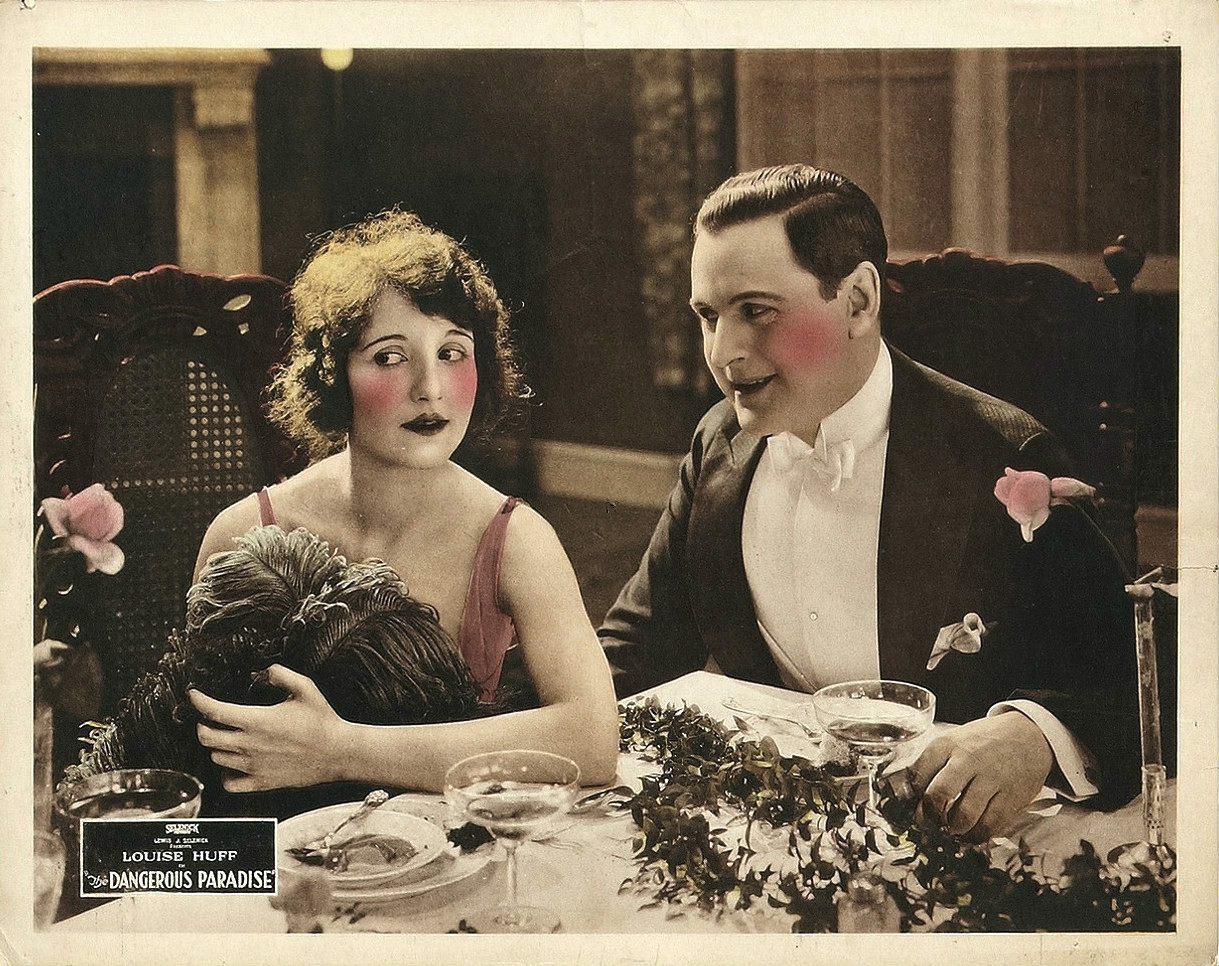
Carte promotionnelle du film.

Pour éviter d'épouser un prétendant âgé que sa tante a choisi pour elle, la jeune mondaine Ivis Van Astor décide d'embaucher Horatio Worthington pour qu'il se fasse passer pour son mari. Ivis espère également qu'en tant que « femme mariée », elle suscitera l'intérêt romantique de Norman Kent, qui la perçoit comme une jeune et douce personne. Ivis et son mari se rendent à Newport où elle commence à flirter avec Norman, qui finit par découvrir sa ruse, et décide de lui donner une leçon.

## Fiche technique
- Réalisation : William P. S. Earle
- Scénario : Lewis Allen Browne, Edmund Goulding
- Producteur : Lewis J. Selznick
- Photographie : William F. Wagner
- Production : Selznick Pictures
- Genre : Drame[1]
- Distributeur : Select Pictures
- Durée : 6 bobines
- Date de sortie : 20 octobre 1920

## Distribution
- Louise Huff : Ivis Van Astor
- Harry Benham : Norman Kent
- Ida Darling : Mrs. Forrester
- John Raymond : Roland Sweet
- Nora Reed : Lolo Stuyvesant

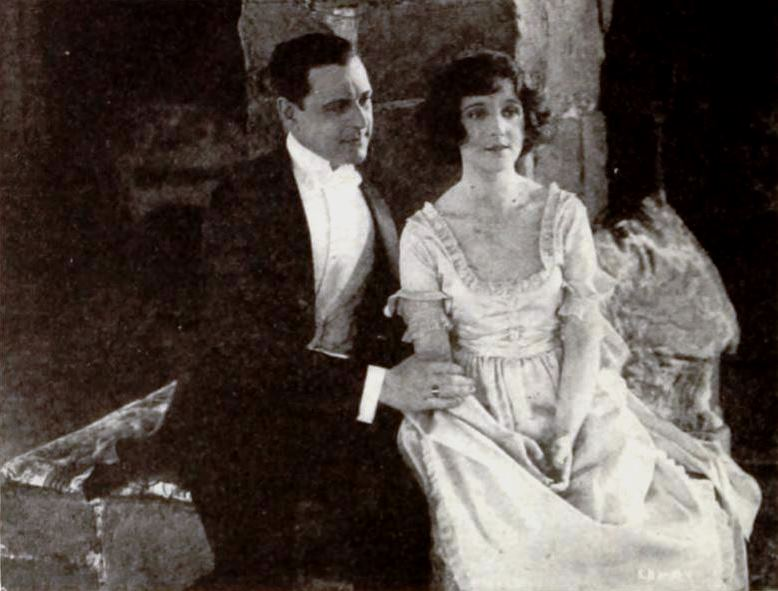
Une scène du film avec Harry Benham et Louise Huff.

- Templar Saxe : Horatio Worthington
- William Brille : J. Mortimer Potter
- Maude Hill : Mrs. Stanley